# Botillería de Canosa
La Botillería de Canosa fue un renombrado establecimiento de venta de bebidas y refrescos de Madrid, al menos desde el reinado de Carlos III hasta su cierre a mediados del siglo XIX. El primitivo dueño de esta tienda (quizá el primer Canosa), habría vendido el negocio a otro que, conservando su nombre y emplazamiento, reabriría el establecimiento en abril de 1833, permaneciendo en funcionamiento hasta 1844.
Situado en un sótano de la Carrera de San Jerónimo esquina con la calle de Santa Catalina, servía y fabricaba refrescos como la aloja  o el agraz, y, más adelante, leche amerengada, limón frío con canela, bizcochos y barquillos, así como licores de todas clases y refrescos de naranja y de limón, además de chocolate caliente en invierno.